# Heinrich Bärsch
Heinrich Bärsch (* 9. Mai 1899 in Rüsselsheim; † 1971 ebenda) war ein deutscher Architekt und stellvertretendes Vorstandsmitglied der Opel AG.

## Leben
Heinrich Bärsch machte zunächst eine Ausbildung als Bauhandwerker bis zur Meisterprüfung und besuchte dann die Hessische Landesbaugewerkschule Darmstadt. Er spezialisierte sich auf Industriebauten. Ab 1920 war er für das Unternehmen Opel tätig, erst als Bausachbearbeiter, seit 1935 als Leiter der Bauabteilung. 1949 wurde er Leiter der Hauptabteilung Bauwesen und Energieversorgung. 1964 ging er in den Ruhestand. Er war zugleich ehrenamtlicher Geschäftsführer der Opel Wohnbau GmbH für Werkswohnungen.

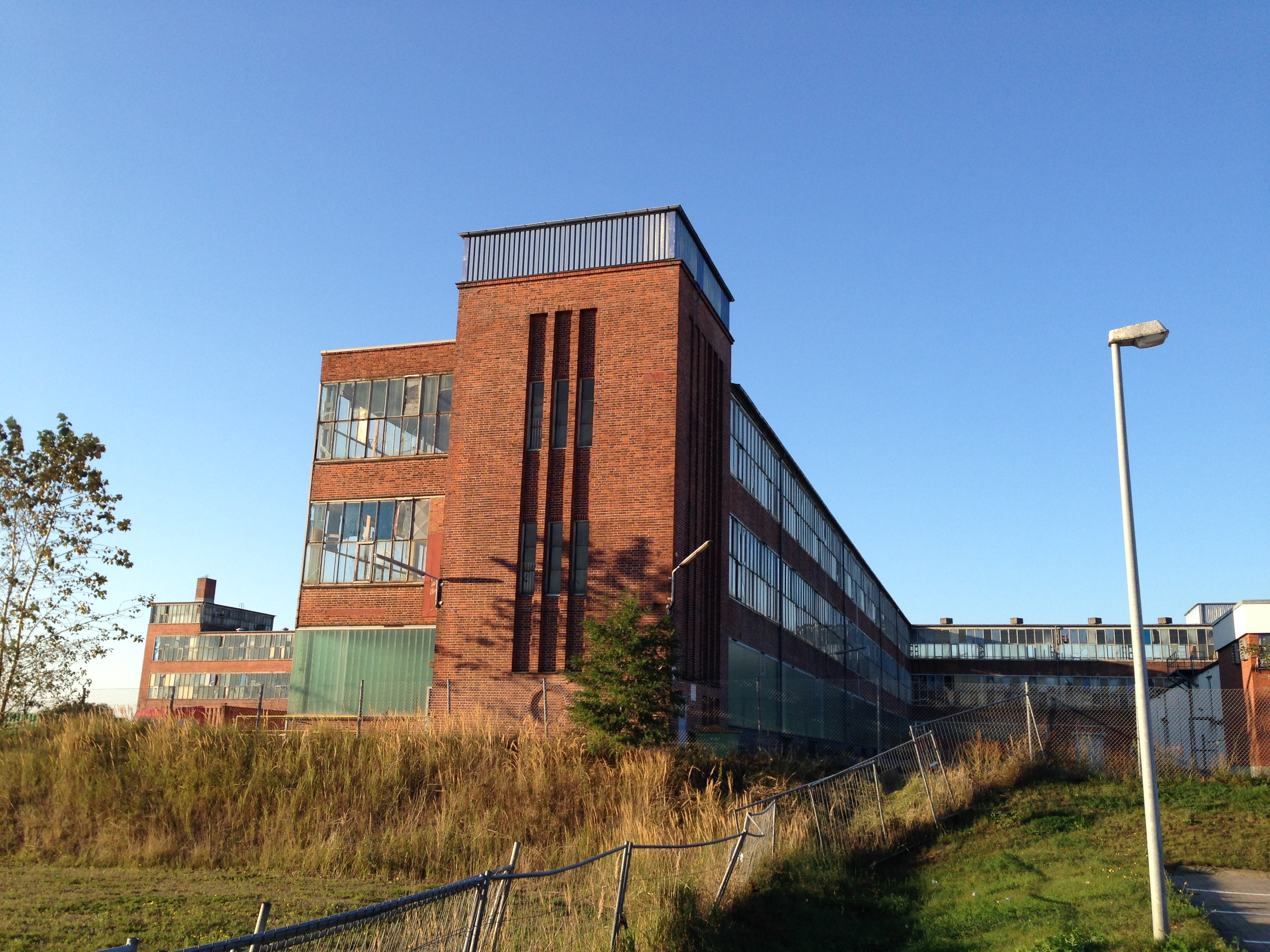
Gebäude der Berlin-Lübecker Maschinenfabriken (1936, Zustand 2014)

Sein Stil war vom Neuen Bauen der 1920er Jahre geprägt, dessen Formsprache in der Zeit des Nationalsozialismus für Industriebauten weiterhin genutzt wurde. Ein Stahlbetonskelett wurde in der Regel mit Ziegelmauerwerk und kleinsprossigen Verglasungen ausgefacht.

## Bauten
- Hochdruckkraftwerk (am Main) sowie Schmiede und Hafenanlagen in Rüsselsheim
- 1934–1940: Fabrikgebäude für die Berlin-Lübecker Maschinenfabriken in Lübeck[5]
- 1935: Opelwerk Brandenburg (nicht erhalten)
- 1954–1956: Opel-Karosseriewerk K 40 in Rüsselsheim

## Schriften
- Das neue Automobilwerk der Adam Opel Aktiengesellschaft Rüsselsheim a. M. In: Der Bauingenieur, 32. Jahrgang 1957, S. 193–208. (auch als Sonderdruck)